# Грозешти (Јаши)
Грозешти (рум. Grozeşti) насеље је у Румунији у округу Јаши у општини Грозешти. Oпштина се налази на надморској висини од 27 m.

## Становништво
Према подацима из 2002. године у насељу је живело 1863 становника, од којих су сви румунске националности.

### Хронологија
| Година       | 1992 | 1993 | 1994 | 1995 | 1996 | 1997 | 1998 | 1999 | 2000 | 2001 | 2002 | 2003 | 2004 | 2005 | 2006 | 2007 | 2008 | 2009 | 2010 | 2011 | 2012 | 2013 | 2014 | 2015 | 2016 | 2017 |
| ------------ | ---- | ---- | ---- | ---- | ---- | ---- | ---- | ---- | ---- | ---- | ---- | ---- | ---- | ---- | ---- | ---- | ---- | ---- | ---- | ---- | ---- | ---- | ---- | ---- | ---- | ---- |
| Становништво | 2072 | 2060 | 2013 | 1987 | 2031 | 2025 | 2001 | 1974 | 1951 | 1955 | 1951 | 1955 | 1960 | 1943 | 1930 | 1916 | 1921 | 1915 | 1894 | 1866 | 1837 | 1807 | 1788 | 1765 | 1750 | 1718 |